# Marie Louise van Frankrijk
Marie Louise van Frankrijk (Versailles, 28 juli 1728 — aldaar, 19 februari 1733), Madame Troisième, Prinses van Frankrijk, was de derde dochter van de Franse koning Lodewijk XV en koningin Maria Leszczyńska. 
Haar grootouders aan vaderskant waren dauphin Lodewijk van Bourgondië en Maria Adelheid van Savoye. Haar grootouders aan moederskant waren koning Stanislaus Leszczyński, koning van Polen, en koningin Catharina Opalińska. Ze was onder andere een oudere zus van dauphin Lodewijk Ferdinand. Ze stierf op vierjarige leeftijd.